# بوچا
بوچا (به روسی: Буча) شهری در استان کی‌یف در کشور اوکراین واقع شده‌است. جمعیت این شهر ۳۶,۹۷۱ نفر (۲۰۲۱ تخمینی)است.

## نگارخانه

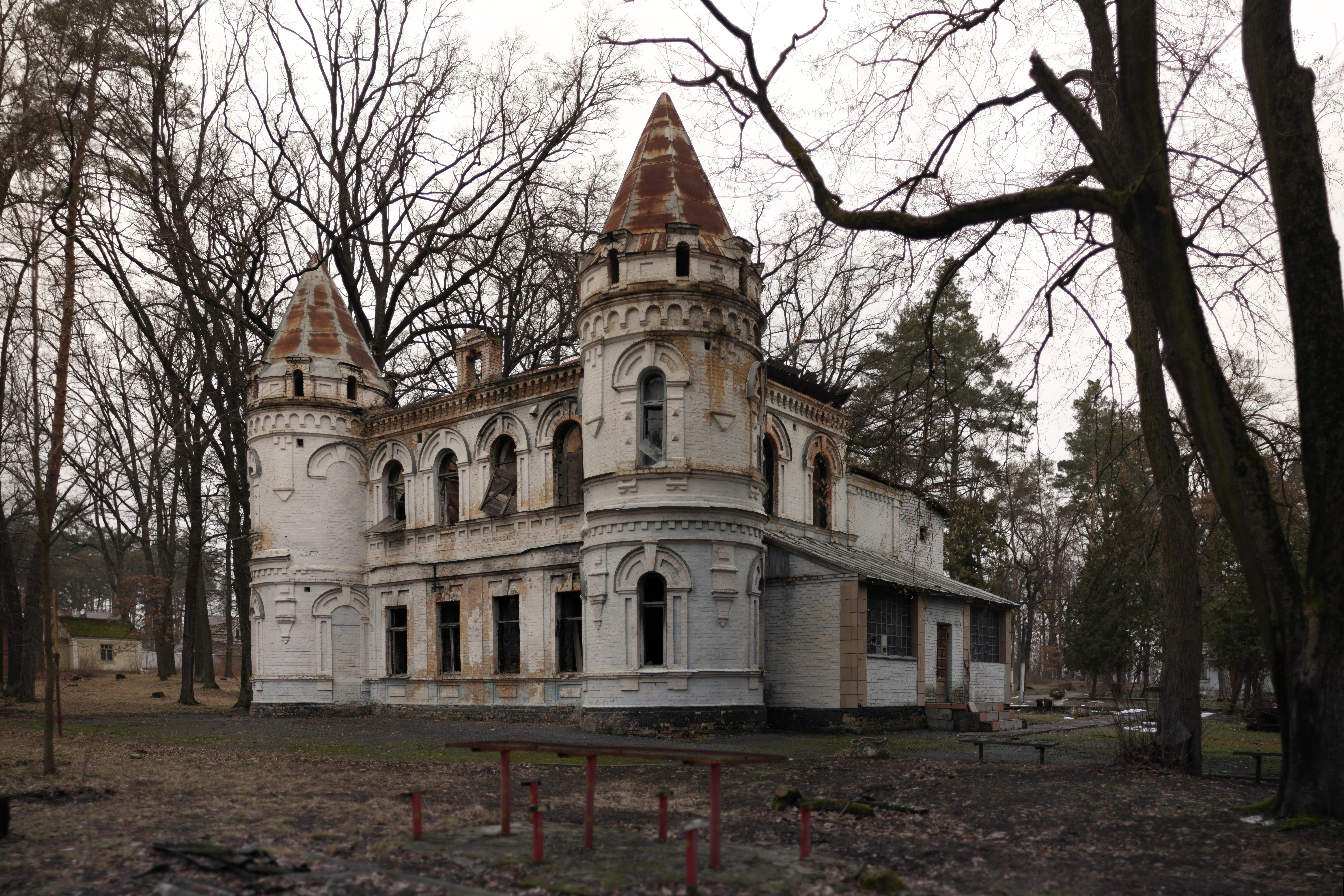
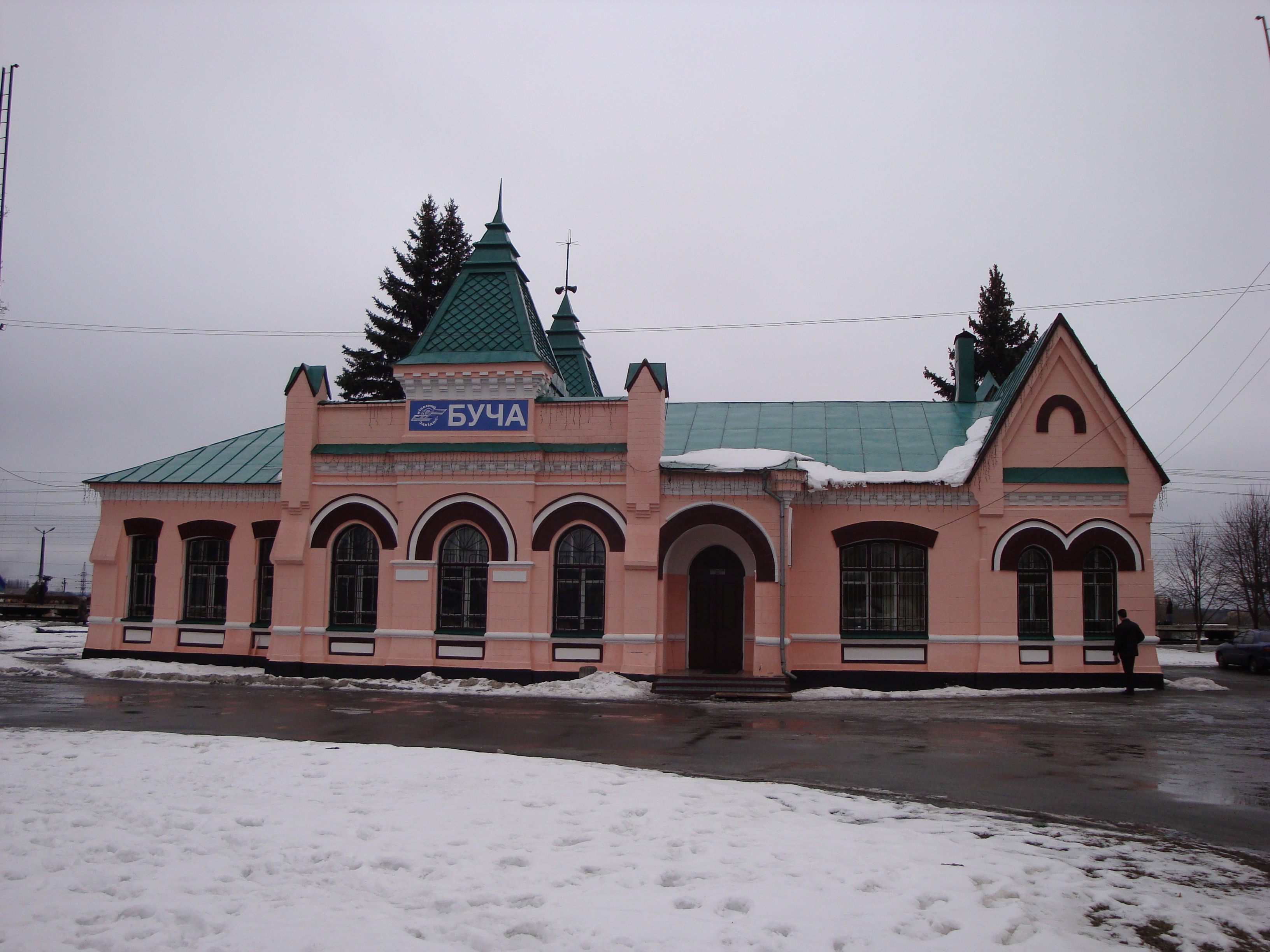
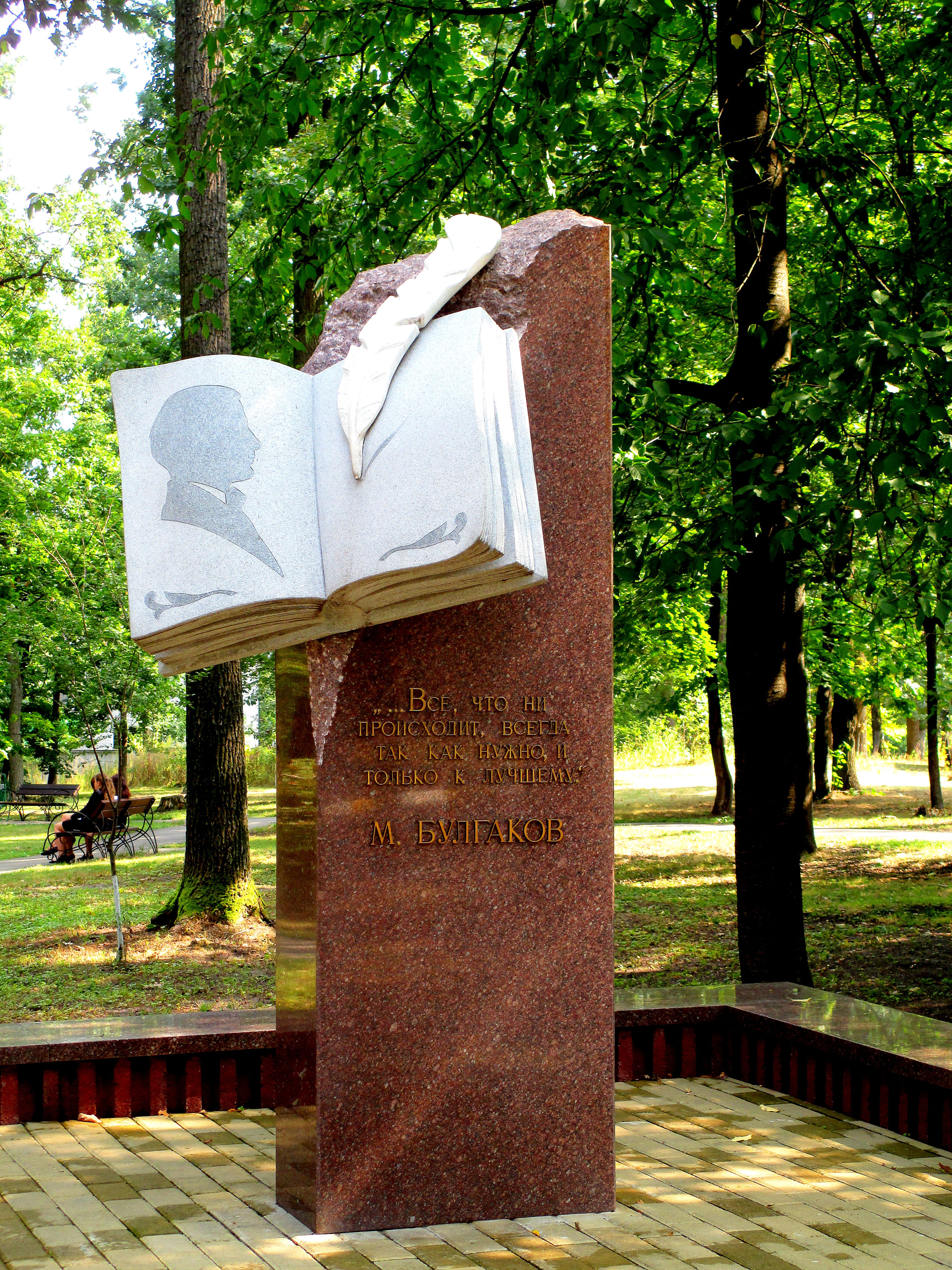

## جنایت جنگی روسیه در بوچا
درمدت کوتاهی که این شهر در کنترل مهاجمان ارتش روسیه قرار داشت، در اوایل ماه مارس، نیروهای روسیه دست به کشتار جمعی صدها تن از غیرنظامیان اوکراینی به همراه نظامیان اوکراینی زدند. ابعاد این قتل‌عام زمانی مشخص شد که در دوم ماه آپریل، نیروهای ارتش اوکراین این شهر را دوباره به کنترل خود درآوردند و شاهد گورهای دسته جمعی و اجساد فراوانی از غیرنظامیان و حتی کسانی که در حال فرار از شهر بودند شدند. تصاویر و عکسهایی تکان دهنده از اجساد غیرنظامیان و شناسایی تانکهای روسی و نقل قول بازماندگان باعث شد که برای چندمین بار مطابق اسناد منتشر شده، ثابت شود که روسیه در تهاجم خود به اوکراین باعث جنایات جنگی در ابعاد وسیعی شده.
گزارش‌ها تعداد کشته شدگان را عددی بین سیصد تا چهارصد تن عنوان کرده‌اند.
جرمی بوئن خبرنگار بی‌بی‌سی طبق مشاهدات خود گفته که پس از بازپس‌گیری این منطقه توسط ارتش اوکراین، شخصاً شاهد آثار شوم اشغال کوتاه مدت این شهر توسط نیروهای مهاجم ارتش روسیه بوده.
به کفته بی‌بی‌سی فارسی در خلال گزارش‌های جرمی بوئن نقل قولی تکان دهنده از خانواده ای که در حال فرار از شهر اتومبیلشان دچار نقص شده، دیده مشود. در این هنگام ماکسیم (پدر خانواده) سریعاً از اتومبیل پیاده شده و دستهایش را بالای سرش برده و به نشانه تسلیم فریاد می‌زده که: «شلیک نکنید، بچه در ماشین هست». اما نظامیان روسی پس از چند ثانیه تماشای او، ماکسیم را به گلوله می‌بندند و پس از او همسرش کسینا را در اتو مبیل به گلوله بسته و پس از آن فرزندشان و مادربزرگ را رها می‌سازند.
با گزارشی از خبرگزاری آلمان، وزارت دفاع روسیه با انتشار بیانیه‌ای از خود در مقابل این کشتار جمعی، سلب مسئولیت کرده و گفته: «تا زمانی که این شهرک تحت کنترل نظامیان روسیه بود، هیچ‌یک از ساکنان تحت هیچ شکلی از خشونت قرار نگرفت.» در ادامه این بیانیه آمده، ارتش روسی این منطقه حومه کی‌یف را چهارشنبه گذشته ترک کرده‌اند.
این واقعه به نام کشتار بوچا نام گرفته و باعث شد تا شمار چشمگیری از کشورهای جهان، روسیه را به اتهام ارتکاب جنایت جنگی پاسخگو بدانند.